# Anonidium
Anonidium là một chi thực vật thuộc họ Annonaceae.

## Các loài
Các loài dưới đây lấy theo Plants of the World Online, chúng là bản địa khu vực từ Ghana tới Tanzania. Các loài còn sinh tồn có tại tỉnh Cabinda (Angola), Cameroon, Cộng hòa Trung Phi, Cộng hòa Congo, Gabon, Ghana, Nigeria, Cộng hòa Dân chủ Congo. Tại Tanzania chi này đã tuyệt chủng.
- Anonidium brieyi De Wild., 1914 ?
- Anonidium floribundum Pellegr., 1948: Gabon.
- Anonidium le-testui Pellegr., 1948: Cộng hòa Congo, Gabon.
- Anonidium mannii Engl. & Diels, 1900: Cameroon, Cộng hòa Trung Phi, Cộng hòa Congo, Gabon, Ghana, Nigeria, Cộng hòa Dân chủ Congo.
- Anonidium usambarense R.E.Fr, 1930: Tanzania (miền đông dãy núi Usambara).